# Lírica
La lírica (del latín lyrĭcus, y este del griego λυρικός) es un género literario en el que el autor transmite sentimientos, emociones o pensamientos subjetivos respecto a una persona u objeto de inspiración. La expresión habitual del género lírico es el poema. Aunque los textos líricos suelen utilizar como forma de expresión el verso, hay también textos líricos en prosa (prosa poética). 

## Contexto
Se llama género lírico porque en la antigua Grecia este tipo de composiciones se cantaban, acompañándose con un instrumento llamado lira. Su forma de expresión más habitual es el verso y la primera persona. Comunica las más íntimas vivencias del hombre, lo subjetivo, los estados anímicos.
En su concepto más vasto comprende además de la oda, la canción, la balada, la elegía, el soneto e incluso las piezas de teatro destinadas a ser cantadas, como las óperas y dramas líricos. En lenguaje usual, sin embargo, designa casi exclusivamente la oda que, según las formas que reviste toma los nombres de ditirambo, himno, cantata, cántico, etc. La métrica y el ritmo de los poemas dependen exclusivamente del poeta o el escritor.

## Historia
La lírica parece ser la forma más antigua de la poesía. La hallamos en los Cánticos de Moisés y en los Salmos de David, en los antiguos poemas de la India y especialmente en el Rig-veda (siglo XV a. C.). Pasan como creadores legendarios del género entre los griegos Orfeo, Lino, Museo y se cuentan entre sus cultivadores históricos Alceo, Simónides, Tirteo, Safo y Anacreonte que lo aplicaron a los asuntos más distintos. Lo llevaron al teatro en los coros de sus tragedias Esquilo, Sófocles y Eurípides. Píndaro lo llevó a la perfección en sus odas olímpicas y píticas. Entre los romanos sobresalieron en la lírica Horacio y Catulo. En la Edad Media, inspiró los cantos de los bardos, trovadores y excepcionalmente el de algunos troveros.
En los tiempos modernos se han distinguido en la lírica:
- en Alemania, Schiller y Goethe
- en Estados Unidos, Whitman, Dickinson, Eliot, Pound, Plath
- en Brasil, Joaquim Machado de Assis, Manuel de Barros, Manuel Bandeira, Carlos Drummond, João Cabral de Melo Neto
- en Chile, Pablo Neruda, Gabriela Mistral, Vicente Huidobro, Pablo de Rokha, Nicanor Parra, Gonzalo Rojas y Violeta Parra
- en Colombia, Julio Flórez Roa, José Asunción Silva, León de Greiff, Porfirio Barba Jacob, Jorge Isaacs, entre otros.
- en Ecuador, Dolores Veintimilla de Galindo, César Dávila Andrade, Medardo Ángel Silva, Jorge Carrera Andrade, Jorge Enrique Adoum y Hugo Alemán
- en España, Garcilaso de la Vega, Fray Luis de León, San Juan de la Cruz, Francisco de Quevedo, Luis de Góngora, José de Espronceda, Gustavo Adolfo Bécquer, Juan Ramón Jiménez, Antonio Machado, Federico García Lorca, Miguel Hernández, etc.
- en Francia, Ronsard, Racine, André Chénier, Lamartine, Victor Hugo, Leconte de Lisle, Baudelaire, Mallarmé, Rimbaud, Valéry
- en Inglaterra, Dryden, lord Byron, Keats, Wordsworth, Shelley, Burns
- en Italia, Petrarca, Tasso, Dante, Leopardi, Ungaretti
- en México, Sor Juana Inés de la Cruz, Amado Nervo, Octavio Paz y José Emilio Pacheco.
- en Perú, César Vallejo, José María Eguren, Martín Adán, Jorge Eduardo Eielson, César Moro, Antonio Cisneros, César Calvo, Luis Hernández, Oquendo de Amat, Carlos Germán Belli, Emilio Adolfo Westphalen, Rodolfo Hinostroza, Xavier abril, Enrique Verástegui, Javier Sologuren, Washington Delgado, Mario Montalbetti y Blanca Varela
- en Rusia y Polonia, Pushkin , Mayakovsky,  Ajmatova,  Mickiewicz y Rasputin
- en Venezuela, Andrés Eloy Blanco, Rafael Cadenas

## Componentes del lenguaje lírico
El género lírico se caracteriza por tener la presencia de los siguientes componentes:

### Hablante lírico
El hablante lírico es una voz ficticia que transmite sus sentimientos y emociones, el que habla en el poema para expresar su mundo interior.

### Objeto lírico
El objeto lírico es la persona, objeto, animal o situación que origina los sentimientos en la voz poética. El objeto suele ser concreto y con referente tangible, por ejemplo, como un animal o una persona.
Ejemplo:

«Vosotras, las familiares,
inevitables golosas;
vosotras, moscas vulgares»

### Temple de Ánimo
Es el estado de ánimo en el cual se encuentra el hablante lírico.

### Actitud lírica
La actitud lírica es la forma en que se relaciona la voz lírica con los distintos referentes del poema, en la cual el hablante lírico expresa sus emociones y sentimientos. Las actitudes líricas son la actitud enunciativa, apostrófica y carmínica.

#### Clasificación de la actitud
La actitud lírica se clasifica en los siguientes tres tipos: enunciativa, apostrófica y carmínica.

##### Actitud enunciativa
Es la actitud que se caracteriza porque el lenguaje empleado por él hablante lírico representa una narración de hechos que le ocurren a un objeto lírico. El hablante intenta narrar los sentimientos que tiene de esa situación tratando de mantener la objetividad. El poema que posee esta actitud describe una situación del entorno o contexto, manteniendo cierta distancia. Para ello utiliza marcas textuales de tercera persona gramatical como él, los, ellos, ella, le, entre otros
Ejemplo:

«Como en juegos
los niños bajan a picotear las hojas hasta deshojarlas»

##### Actitud apostrófica o apelativa
Es una actitud lírica en la cual el hablante se dirige a otra persona, como el objeto lírico o el lector, y le intenta interpelar o dialogar. En esta actitud el hablante dialoga con un receptor ficticio a quien refiere sus sentimientos.
Ejemplo:

«Compañera
usted sabe
que puede contar
conmigo»

##### Actitud carmínica o expresiva
En esta actitud, el hablante abre su mundo interno, expresa todos sus sentimientos, reflexiona acerca de sus sensibilidades personales. Aquel poema que posea esta actitud expresará los sentimientos del hablante y se escribirá en primera persona, ciertamente se puede definir como el acto de "fundición" entre el hablante y el objeto lírico. La expresión de sentimientos es prácticamente total (Yo).
Ejemplo:

«Cuando miro el azul horizonte
perderse a lo lejos»

## Componentes del género lírico

### Poema
Un poema es un conjunto de versos reunidos en estrofas que se dividen en poemas mayores y poemas menores.

### Verso
Es un conjunto de palabras sujetas a medida y cadencia según reglas fijas y determinadas. Un conjunto de versos es llamado (estrofa)

### Estrofa
Es un conjunto de uno o más versos que poseen una rima común.

### Métrica
Es la cantidad de sílabas poéticas que componen un verso.

### Cadencia
Es la tendencia a repetir esquemas acentuales.

### Ritmo
El ritmo poético consiste en repetir un fenómeno de manera regular con la finalidad de producir un efecto unitario y reiterado, lo cual se logra con la distribución de los acentos. En los poemas se trabaja el acento métrico para marcar sílabas armoniosas y gratas al oído señalando tres periodos rítmicos: Anacrusis, interior y concluyente.
Anacrusis -También llamado anticompás, es el periodo átono que precede al primer acento métrico del verso y sirve como introducción.
Interior - Abarca desde la primera sílaba tónica hasta la sílaba átona anterior al último acento métrico del verso.
Concluyente - Comprende desde la última sílaba tónica hasta el final del verso.

### Rima
Es la repetición de sonidos a partir de la vocal tónica de la última palabra de un verso. Puede ser rima asonante o rima consonante. Si es asonante solo tiene igualdad en las vocales desde su sílaba tónica, por otro lado, si es consonante lleva igualdad completa (consonante y vocal) desde su sílaba tónica.

## Subgéneros líricos
Destacan dentro del género lírico los siguientes subgéneros, clasificados según la extensión de sus estrofas:

### Géneros mayores

#### Romance
Es un poema que trata sobre el amor

#### Canción
Es un poema admirativo que expresa una emoción o sentimiento.

#### Himno
Es una canción muy exaltada (religiosa, nacional o patriótica).

#### Oda
Es un poema reflexivo y meditativo. Tiende a exaltar y elogiar un tema o asunto. Son ejemplos muy conocidos la Oda a la vida retirada de fray Luis de León y la Oda a la cebolla de Pablo Neruda.

#### Elegía
Es un poema meditativo y melancólico por la muerte de alguien o un suceso trágico.

#### Égloga
Es un poema.

#### Sátira
Es un poema mordaz, principalmente contiene mucha la figura literaria “métrica”.

### Géneros menores

#### Madrigal
Es un poema asociado al canto. Está compuesto por un máximo de quince versos heptasílabos y endecasílabos, que se distribuyen en forma libre. Suele tener tema amoroso y de carácter muchas veces pastoril.

#### Letrilla
Poema estrófico con estribillo habitualmente de metro corto compuesto para ser cantado.

#### Epigrama
Composición poética breve en que, con precisión y agudeza, se expresa un motivo por lo común festivo o satírico. Era usado también como femenino.